# ナオミ・ワイルドマン
ナオミ・ワイルドマン (Naomi Wildman) は『スタートレック』シリーズの『スタートレック:ヴォイジャー』に登場する架空の人物。ブルック・スティーブンスおよびスカーレット・ポマーズが演じた。地球人が母親でクタリア人が父親。日本語版の声優は永迫舞。
宇宙艦隊の科学士官サマンサ・ワイルドマンとディープ・スペース・ナインで働くクタリア人のあいだにでき、U.S.S.ヴォイジャーのなかで生まれた初めての子供。地球暦2372年生まれ。
父親であるクタリア人の特徴である突起が額にある。その突起のため、出産の際に出血して母体が危なくなり、転送で取りだされた。名付け親はニーリックスで、父親代わりとして面倒も見ている。
セブン・オブ・ナインとも仲が良く、セブンがボーグ・クイーンに連れ戻されたときには、救出作戦をキャスリン・ジェインウェイ艦長に提案する。
地球暦2409年が舞台の『Star Trek Online』では地球帰還後に宇宙艦隊へ入隊しており、クリンゴン帝国との境界に近い宇宙基地ディープスペースK7の司令官を務めている。階級は中佐。